# Li Lin (Physikerin)

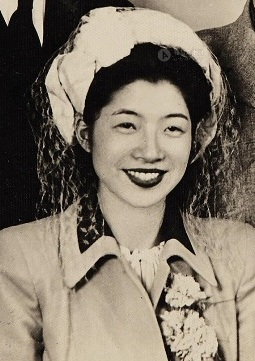
Li Lin, 1948

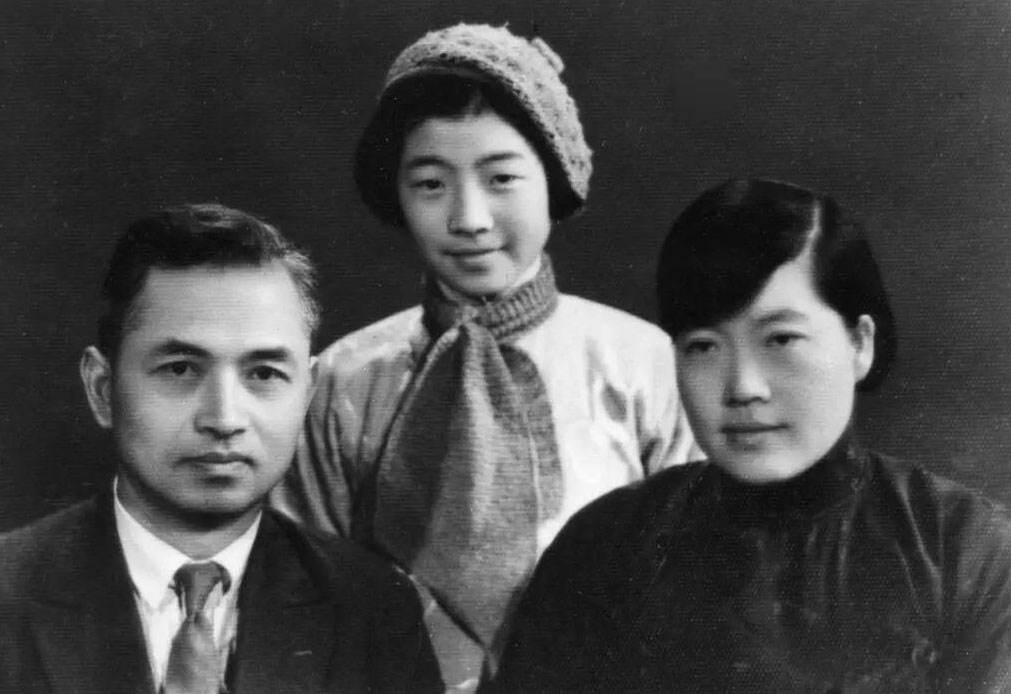
Li Siguang, Xu Shubin, und ihre Tochter Li Lin in Shanghai, 1935

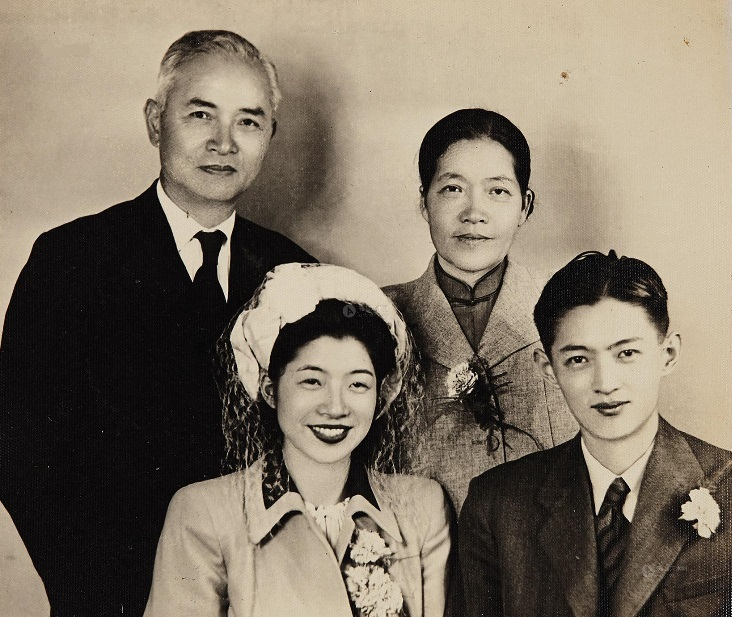
Li Siguang und Xu Shubin bei der Heirat ihrer Tochter Li Lin und deren Ehemann Zou Chenglu (Chen-Lu Tsou)

Li Lin (* 31. Oktober 1923 in Peking, China; † 31. Mai 2003 in China) war eine chinesische Physikerin. Sie leistete wichtige Beiträge zu Chinas Metallurgie-, Kernkraft- und Hochtemperatur-Supraleitungsprogrammen und wurde 1980 als Akademikerin der Chinesischen Akademie der Wissenschaften gewählt.

## Leben und Werk
Li wurde als Li Xizhi (李熙芝) als Tochter der Pianistin und Lehrerin Xu Shubin und des Geologen und Professors an der Universität Peking Li Siguang geboren. Von 1934 bis 1936 lebte sie in England, wo ihr Vater unterrichtete. Nach dem Ausbruch des Zweiten Chinesisch-Japanischen Krieges 1937 zog ihre Familie nach Shanghai und dann nach Guilin, Guangxi, das frei von japanischer Besatzung war.
In Guilin änderte sie ihren Namen in Li Lin und besuchte die Guangxi-Universität in Nanning, die sie 1944 mit einem Abschluss in Mechanik abschloss. Sie arbeitete am Aviation Institute in Chengdu und erhielt 1946 mit Hilfe von dem Sinologen Joseph Needham ein Stipendium des British Cultural Council für ein Studium an der Universität Birmingham. Nach ihrem Master-Abschluss 1948 setzte sie ihr Studium am Department of Metallurgy an der University of Cambridge fort, wo sie den chinesischen Wissenschaftler Chen-Lu Tsou kennenlernte. Li heiratete 1948 Chen-Lu Tsou (Zou Chenglu) und ihre Tochter, die Geologin Zou Zongping (邹宗平) wurde in den 1950er Jahren in China geboren. Li wurde auch als Anna Tsou bekannt.
Nachdem Li und ihr Ehemann 1951 promoviert hatten, kehrten sie in die neu gegründete Volksrepublik China zurück. Sie arbeitete für das Shanghai Institute of Metallurgy und Tsou für das Shanghai Institute of Physiology and Biochemistry. 1956 rekrutierte sie der Kernphysiker Qian Sanqiang für Chinas Atomwaffenprogramm. Nach Abschluss ihres Schwerwasserreaktorprojekts wurde sie 1958 an das Institut für Physik der Chinesischen Akademie der Wissenschaften (CAS) in Peking versetzt. Sie verbrachte die nächsten 14 Jahre damit, am Atomprogramm zu arbeiten. Am 1. Februar 1973 wurde sie an das aus dem Institut für Physik ausgegliederte Institut für Hochenergiephysik der Chinesischen Akademie der Wissenschaften versetzt, um an Hochtemperatur-Supraleitung zu arbeiten.
Li Lin trat 1956 in die Gesellschaft des 3. September und 1958 in die Kommunistische Partei Chinas ein. Sie war Mitglied des Zentralkomitees der Gesellschaft des 3. September, stellvertretende Vorsitzende des Allchinesischen Jugendbunds, geschäftsführendes Mitglied und Mitglied des Ständigen Ausschusses der All-Chinesischen Frauenvereinigung und Mitglied der Politischen Konsultativkonferenz des Chinesischen Volkes in der dritten, fünften, sechsten, siebten und achten Legislaturperiode. Sie betreute Dutzende von Doktoranden und veröffentlichte mehr als 100 Forschungsarbeiten.
Li Lin starb 2003 im Alter von 79 Jahren.

## Auszeichnungen
- 1956: mit ihren Kollegen Preis für ihre Forschung zu Kugelgraphit
- 1980: Wahl zur Akademikerin der Chinesischen Akademie der Wissenschaften
- 1992: Staatlicher Wissenschafts- und Technologiefortschrittspreis (erste Klasse) für ihren Beitrag zur Erforschung der Supraleitung. Die staatlichen Wissenschafts- und Technologiepreise sind die höchsten Auszeichnungen, die von der nationalen Regierung der Volksrepublik China in Wissenschaft und Technologie verliehen werden, um Bürger und Organisationen zu würdigen, die bemerkenswerte Beiträge zu Wissenschaft und Technologie geleistet haben.